# Märt
Märt ist als eine Variante von Martin ein estnischer männlicher Vorname. Eine weitere estnische Form des Namens ist Mart.

## Namensträger

### Form Märt
- Märt Avandi (* 1981), estnischer Schauspieler
- Märt Kosemets (* 1981), estnischer Fußballspieler
- Märt Rask (* 1950), estnischer Jurist und Politiker
- Märt Väljataga (* 1965), estnischer Literaturwissenschaftler, Dichter und Übersetzer

### Form Mart
- Mart Helme (* 1949), estnischer Historiker, Diplomat und Politiker
- Mart Kangur (* 1971), estnischer Dichter, Schriftsteller und Übersetzer
- Mart Kivastik (* 1963), estnischer Schriftsteller
- Mart Laanemäe (* 1959), estnischer Diplomat
- Mart Laar (* 1960), estnischer Politiker und Historiker
- Mart Ojavee (* 1981), estnischer Radrennfahrer
- Mart Poom (* 1972), estnischer Fußballspieler
- Mart Port (1922–2012), sowjetisch-estnischer Architekt
- Mart Raud (1903–1980), estnischer Schriftsteller, Lyriker und Dramatiker
- Mart Saar (1882–1963), estnischer Komponist
- Mart Sander (* 1967), estnischer Musiker, Maler und Schriftsteller
- Mart Siimann (* 1946), estnischer Politiker
- Mart Siimer (* 1967), estnischer Komponist
- Mart Siliksaar (* 1949), estnischer Badmintonspieler
- Mart Velsker (* 1966), estnischer Literaturwissenschaftler und -kritiker